# Voivodato della Varmia-Masuria

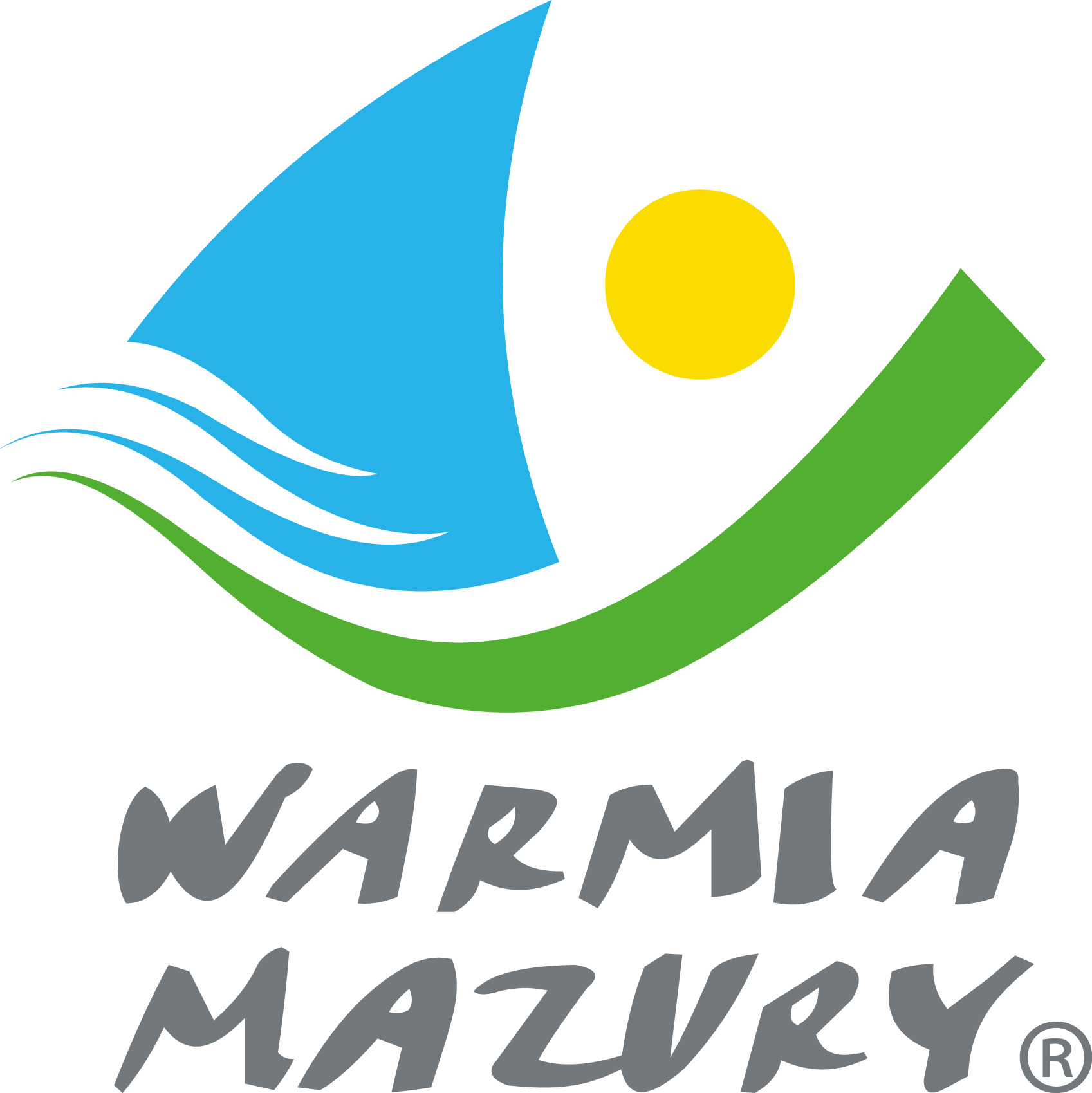
Logo

Il voivodato della Varmia-Masuria (in polacco Województwo Warmińsko-Mazurskie) è uno dei 16 voivodati della Polonia. Il voivodato si trova nel nordest del territorio polacco ed è stato creato con la riforma del 1999 dai precedenti voivodati di Elbląg, Olsztyn e parte di quello di Suwałki (la parte restante si trova nell'attuale voivodato della Podlachia). La regione comprende la parte meridionale della provincia storica della Prussia Orientale, la quale è stata divisa tra la Polonia e l'Unione Sovietica (oggi l'exclave russa di Kaliningrad) dopo la Seconda guerra mondiale. Il capoluogo è Olsztyn, che è anche la città più grande.
Il voivodato ha una superficie di 24.192 km² ed una popolazione di 1.425.967 (secondo i dati statistici del 2019). Il nome deriva da due regioni storiche: la Varmia e la Masuria. 
A est confina con il voivodato della Podlachia, a sud con quello della Masovia, a sud-ovest con quello della Pomerania e a nord con l'oblast' di Kaliningrad (un'exclave della Russia) e la Lituania. Dopo la sconfitta della Germania nazista, quasi tutti gli abitanti tedeschi del territorio furono espulsi a forza dal governo comunista polacco nominato dall'URSS; peraltro oggi una minoranza di lingua tedesca è ancora presente nella regione. Tra i voivodati quello della Varma-Masuria è quello che ha il maggior numero di abitanti di etnia ucraina reinsediati in Polonia in seguito all'Operazione Vistola.

## Geografia fisica
Gran parte del suolo è composto da sabbia e ghiaia (materiali base per l'edilizia) nonché torba e argilla (materie prime per l'industria della ceramica). Circa il 30% della superficie è coperta da foreste.
Il voivodato si trova nella zona di transizione tra la fascia climatica a clima oceanico e quella a clima continentale. La temperatura media a gennaio è 3 °C. La media annuale di precipitazioni è di 600 mm; si manifestano soprattutto nei mesi di luglio e agosto.

## Economia
Rapportata con il PIL dell'Unione europea, espresso in potere d'acquisto, nel 2006 il voivodato ha raggiunto un indice di 39,5 (UE in totale = 100). Con il tasso del 20,2% a dicembre del 2009, il voivodato è quello con il più alto tasso di disoccupazione.

## Geografia antropica

### Suddivisioni amministrative

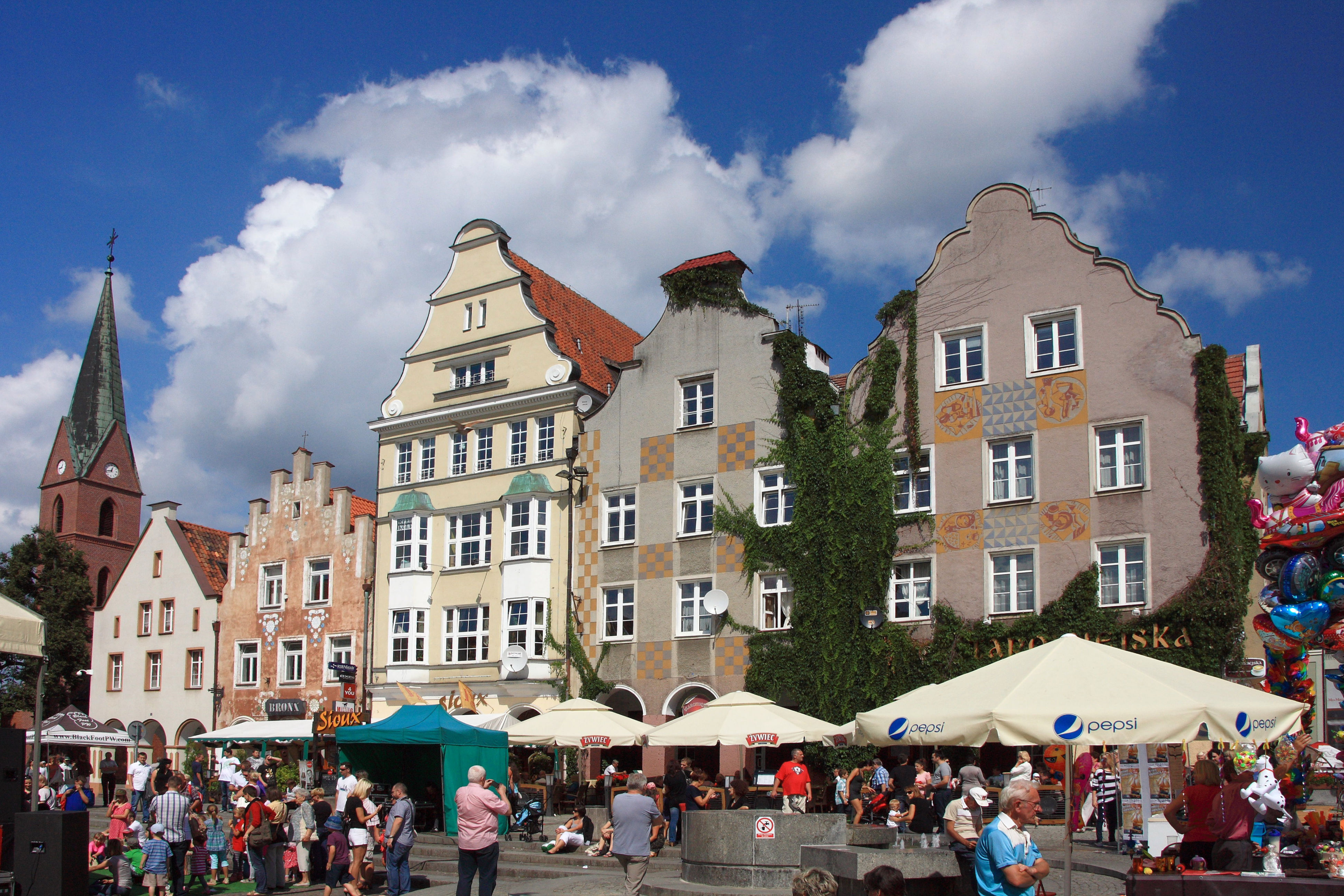
Piazza del mercato nel centro storico di Olsztyn

Il voivodato della Varmia-Masuria è composto da 19 distretti che sono:
- Bartoszyce
- Braniewo
- Działdowo
- Elbląg
- Ełk
- Giżycko
- Gołdap
- Iława
- Kętrzyn
- Lidzbark Warmiński
- Mrągowo
- Nidzica
- Nowe Miasto Lubawskie
- Olecko
- Olsztyn
- Ostróda
- Pisz
- Szczytno
- Węgorzewo

Le città di Elbląg e Olsztyn sono invece fuori dall'amministrazione dei distretti e formano dei distretti urbani. Ogni distretto è a sua volta diviso in comuni con le sue frazioni. Per esempio nel distretto di Szczytno ci sono i comuni di Szczytno, Dźwierzuty, Świętajno, Rozogi, Wielbark, Jedwabno e Pasym.

## Aree protette

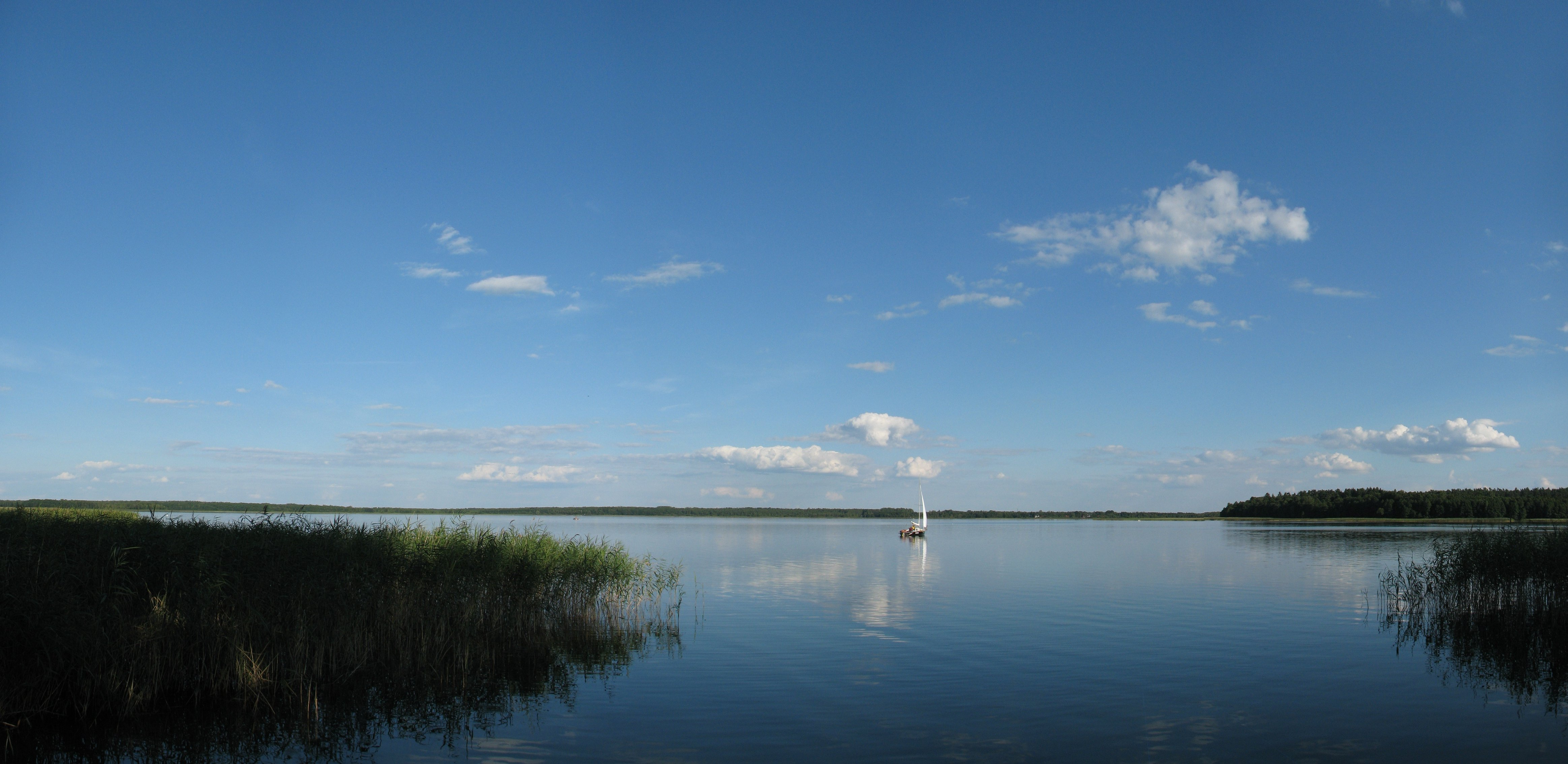
Il lago Seksty nel parco paesaggistico della Masuria

- Parco nazionale di Brodnica (in parte nel voivodato della Cuiavia-Pomerania)
- Parco nazionale delle colline di Dylewo
- Parco paesaggistico dell'altopiano di Elbląg
- Parco paesaggistico di Górzno-Lidzbark (in parte nel voivodato della Masovia)
- Parco paesaggistico del distretto dei laghi di Iława (in parte nel voivodato della Pomerania)
- Parco paesaggistico della Masuria
- Parco paesaggistico di Puszcza Romincka
- Parco paesaggistico di Wel
- Parco paesaggistico del lago Łuknajno (parte della riserva naturale della Masuria, designato dall'UNESCO riserva della biosfera)

## Amministrazione

### Gemellaggi
- Podol'sk